# 이다원
이다원(1995년 9월 21일 ~ ) 은 대한민국의 축구 선수로, 포지션은 수비수이다.